# (6823) 1988 ED1
1988 إي دي 1 (ويعرف أيضًا باسم (6823) 1988 إي دي 1 وفق تسمية الكوكب الصغير) (بالإنجليزية: 1988 ED1)‏ هو كويكب ضمن حزام الكويكبات؛ وترتيبه 6823 من حيث الاكتشاف.
اكتُشف هذا الجُرم الفلكي بواسطة هيروشي موري في 12 مارس 1988.

## وصلات خارجية
- (6823) 1988 ED1 في قاعدة بيانات مختبر الدفع النفاث لأجرام النظام الشمسي الصغيرة

- الاكتشاف · مخطط المدار ·  العناصر المدارية · المعلمات المادية

- (6823) 1988 ED1 على موقع ويكي سكاي: DSS2, SDSS, GALEX, IRAS, Hydrogen α, X-Ray, Astrophoto, Sky Map, Articles and images